# West Coast (Południowa Afryka)
West Coast – dystrykt w Republice Południowej Afryki, w Prowincji Przylądkowej Zachodniej. Siedzibą administracyjną dystryktu jest Moorreesburg.
Dystrykt dzieli się na gminy:
- Matzikama
- Cederberg
- Bergrivier
- Saldanha Bay
- Swartland